# سیارک ۷۲۱۴
سیارک ۷۲۱۴ (به انگلیسی: 7214 Antielus، نامگذاری:1973SM1) هفت هزار و دویست و چهاردهمین سیارک کشف شده‌است که در ۱۹ سپتامبر ۱۹۷۳ کشف شد.
قدر مطلق سیارک برابر ۱۲٫۳۰ است.